# Malika Bota
Malika Bota (nep. मालिका बोटा) – gaun wikas samiti w zachodniej części Nepalu w strefie Karnali w dystrykcie Jumla. Według nepalskiego spisu powszechnego z 2001 roku liczył on 213 gospodarstw domowych i 1510 mieszkańców (743 kobiet i 767 mężczyzn).